# Robin (tegneseriefigur)
 For alternative betydninger, se Robin. (Se også artikler, som begynder med Robin)
Robin er navnet på adskillige fiktive superhelte, der optræder i tegneserier udgivet af DC Comics. Karakteren blev oprindelig skabt af Bob Kane, Bill Finger og Jerry Robinson, for at fungere som en yngre modpart til Batman. Karakterens første inkarnation, Dick Grayson, havde sin debut i Detective Comics #38 (april 1940). Karakteren blev skabt som en måde at tiltrække unge læsere, og han fik en overvældene positiv modtagelse, der fik fordoblet salget af Batman-bladenes. Robins tidlige eventyr inkluderede blev fortalt i Star Spangled Comics #65–130 (1947–1952), hvor han optrådte første gang alene. Robin har optrådt regelmæssigt i Batman-relaterede udgivelser fra 1940'erne og op til 1980'erne, hvor Robin-identiteten blev tilsidesat og han blev sin egen uafhængige superhelt ved navn Nightwing. Duoen Batman og Robin er ofte blevet omtalt som Caped Crusaders eller Dynamic Duo.
Karakterens anden inkarnation, Jason Todd, optrådte første gang i Batman #357 (1983). Denne Robin optrådte regelmæssigt i Batman-relaterede tegneserier indtil 1988, hvor karakteren blev myrdet af Jokeren i historien "A Death in the Family" (1989). Jason var senere i live efter virkeligheden blev ændret, og han endte med at blive Red Hood. En begrænset serie kaldet Robin havde premiere i 1991, der fortalte om karakterens tredje inkarnation Tim Drake, der trænede til at blive værdig til at blive Batmans partner. Efter to succesfulde efterfølgere begyndte det månedlige blade Robin at blive udsendt i 1993, og sluttede i begyndelsen af 2009, hvilket også hjalp til at forandre ham til at være en superhelt selv. I en historie fra DC Comics fra 2004 blev Stephanie Brown den fjerde inkarnation af Robin i en kort overgang, før han atter blev til Tim Drake. Damian Wayne efterfulgte Drake i 2009 i historien "Battle for the Cowl".
I 2011 blev kontinuiteten genstartet i "the New 52", og Tim Drake blev ændre til at have navnet Red Robin, mens Jason Todd, der fungerede som Red Hood, langsomt reparerede sit forhold med Batman. Dick Grayson fik rollen som Nightwing, og Stephanie Brown blev introduceret under hendes nye navn Spoiler i Batman Eternal (2014). DC Rebirth-kontinuiteten, som begyndte i 2016, startede med at bruge Damian Wayne som Robin, Tim Drake som Red Robin, Jason Todd som Red Hood og Dick Grayson som Nightwing. Der har også været Robin'er i historier, som er foregået i parallelle verdener takket været DC Comics' langvarende "Multiverse"-koncept. Eksempelvis tog Dick Grayson aldrig navnet Nightwing i den oprindelige "Earth-Two"-historie, men fortsætter med at fungere som Robin indtil han bliver voksen. I New 52's er Robins virkelige identiet Helena Wayne, datter af Batman og Catwoman, der var strandet på Jorden i hovedkontinuiteten, og tager navnet Huntresss.
Krakteren har været brugt i flere tv-serier, tegneserier og spillerfilm.
I Batman Forever (1995) og efterfølgeren Batman & Robin (1997) spilles Robin af Chris O'Donnell.